# Tetrasida
Tetrasida es un género 30 especies de fanerógamas perteneciente a la familia  Malvaceae.

## Especies seleccionadas
| - Tetrasida chachapoyense - Tetrasida chachapoyensis - Tetrasida polyantha - Tetrasida serrulata - Tetrasida weberbaueri |

- Datos: Q9086530
- Especies: Tetrasida